# Sitio de Amida
El sitio de Amida tuvo lugar cuando los sasánidas (en persa: ساساني‎), a las órdenes del sah Sapor II (en persa: شاپور دوم‎), pusieron bajo asedio la ciudad romana de Amida en el año 359. En este enfrentamiento participó Amiano Marcelino, historiador de ascendencia griega nacido en Antioquía que entonces era un oficial del ejército romano, quien años después describiría las circunstancias del sitio en su obra Historia (en latín: Res Gestae).

## Antecedentes

### Persia
Cuando Sapor II ascendió al trono sasánida, se propuso la tarea de devolver a su reino su antiguo esplendor y recuperar los territorios que sus antecesores habían perdido ante el Imperio romano. Tras aplastar a los árabes en el sur, el sah se trasladó a sus posesiones orientales para hacer frente al empuje de las tribus nómadas, que tenían a los quionitas entre sus grupos más predominantes. La campaña que siguió fue de prolongada lucha durante el periodo 353-358, y concluyó cuando los quionitas se vieron obligados a pedir la paz, como consecuencia de la cual su rey Grumbates acompañaría a los sasánidas en su proyectada guerra contra Roma. Hasta 358 los romanos habían logrado disuadir a Sapor de atacar Mesopotamia, pero aquel año Sapor decidió lanzar por fin una ofensiva hacia el oeste que comenzaría en 359.

### Roma
El emperador Constancio II dudaba cada vez más de la lealtad de su general Ursicino, y como resultado prefirió no darle el mando de las tropas romanas en el Este, eligiendo en su lugar a Sabiniano. Cuando se propagaron las noticias de la invasión persa, la población civil de la región entró en pánico:

Así pues, con gran rapidez, se envían jinetes veloces hacia Casiano, general de Mesopotamia, y hacia el gobernador de la provincia en aquella época, Eufronio, para obligar a los campesinos a marchar a lugares más seguros con sus familias y todos sus animales. Y también para obligarles a que abandonaran Carras, ciudad rodeada por débiles murallas y, además, para que incendiaran todos los campos, de manera que éstos no ofrecieran el sustento de sus pastos.
Amiano Marcelino. Historia, 18.7.3

Ante el inexorable avance persa, varias legiones romanas escaparon caóticamente hacia la seguridad que ofrecía la ciudad amurallada de Amida, entre las que se incluían la Legio XXX Ulpia Victrix y la Legio X Fretensis.

## Preliminares del asedio
Al parecer, el plan sasánida pasaba por eludir las fortalezas más difíciles de tomar como Nísibis y luego marchar directamente sobre Siria. Sin embargo, cuando sus fuerzas se aproximaron a Amida recibieron una provocación para atacar la ciudad, producida cuando el hijo del rey Grumbates, al inspeccionar las defensas de la ciudad, fue asesinado por el virote de una ballesta disparada por la guarnición. Amiano describe entonces cómo Grumbates entró en cólera por la muerte de su hijo y exigió a sus aliados la posibilidad de vengarse de los romanos de la plaza, situación que compara con los hechos a los que condujo la muerte de Patroclo en la guerra de Troya. Los persas se lanzaron al asalto de las murallas con torres de asedio e intentaron tomar Amida apresuradamente, pero la tenaz resistencia romana impidió que tuvieran éxito. Incapaz de conseguir una victoria rápida que no ralentizase su campaña, Sapor tuvo que comprometerse a conquistar la ciudad romana a fin de apaciguar a su aliado.

## El asedio
Según el historiador antioqueno:

Destacado por encima de los demás, al frente de todas las tropas, marchaba el propio rey montado en su caballo, llevando como diadema la imagen de un carnero de oro y piedras preciosas. Este cortejo contaba también con numerosas personalidades y pueblos diversos. Sapor era consciente de que tan solo podría dialogar con los defensores de la fortaleza, aunque su deseo era muy distinto por consideración hacia Antonino.
Amiano Marcelino. Historias, 19.1.3

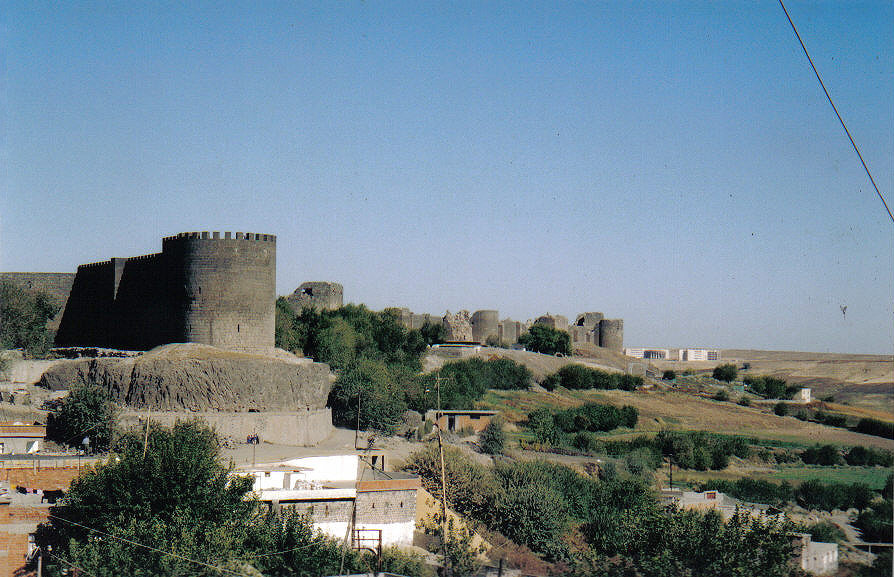
Las murallas de Amida, levantadas por Constancio II antes del asedio de 359.

El relato cuenta también cómo llegó él mismo a refugiarse en Amida y la forma en que los persas se presentaron ante ella:

En cuanto a mí, cuando, sin seguir a los que me acompañaban, intento encontrar una salida, se me presenta Verenniano, un escolta imperial que llevaba el muslo atravesado por una flecha que yo intenté sustraer ante la súplica de este colega. Pero, al verme rodeado por todas partes por los persas, que nos sobrepasaban en número, intenté llegar a la ciudad en una marcha agotadora, ya que partiendo desde el lugar en el que habíamos sido atacados estaba muy elevada y sólo se podía acceder a ella por una subida muy angosta, una subida que se estrechaba más aún por la existencia de unos molinos construidos horadando las colinas con la intención de preparar senderos. Aquí, mezclados con los persas, que corrían con el mismo ímpetu que nosotros a los lugares más elevados, permanecimos sin movernos hasta el amanecer del siguiente día, tan apiñados que los cadáveres de los muertos, formando un montón, no podían siquiera encontrar espacio para caer, e incluso un soldado delante de mí, con la cabeza seccionada en dos partes iguales por el fortísimo golpe de una espada se quedó en pie a la manera de una estaca, porque le apretujaban por todas partes.
Amiano Marcelino. Historia, 18.8.11-12

El sitio duró 73 días, durante los cuales Sapor hizo varios intentos de expugnar la ciudad, que muchas veces terminaban en un desastre. Varias torres de asedio fueron incendiadas por los romanos, que no se libraron del azote de la peste, si bien terminó al cabo de diez días gracias a una ligera lluvia. Un día antes de la toma de Amida por los persas, Amiano Marcelino logró escapar hacia Melitene, y desde allí regresó a Antioquía.

## Consecuencias
Una vez cayó la ciudad, la guarnición y sus habitantes fueron pasados a cuchillo. Los sasánidas perdieron aproximadamente 30 000 efectivos en el asedio, pero Sapor II pudo seguir avanzando y tomar Singara y algunas otras fortalezas más en los años siguientes. En 363, el emperador Juliano, a la cabeza de un fuerte ejército, marchó sobre Ctesifonte, pero fue muerto en combate. Su sucesor Joviano se avino a firmar un tratado de paz, por el cual los distritos del Tigris y Nísibis, con un total de cinco provincias romanas, fueron cedidos a los persas, y los romanos se comprometieron a no volver a intervenir en Armenia.